# مارينا إراكوفيتش
مارينا إراكوفيتش (بالإنجليزية: Marina Erakovic)‏ مواليد 6 مارس 1988 في سبليت، جمهورية يوغسلافيا الاشتراكية الاتحادية، هي لاعبة كرة مضرب نيوزلندية تلعب باليد اليمنى بدأت مسيرتها كمحترفة عام 2005. وصلت لأعلى تصنيف رقم. 39 (7 مايو 2012) في تصنيف رابطة محترفات كرة المضرب في الفردي. ورقم. 25 في الزوجي (24 يونيو 2013) حصلت على إحدى بطولات رابطة محترفات كرة المضرب في الفردي ببطولة ممفيس في فبراير 2013.
إراكوفيتش هي اللاعبة النيوزيلندية الوحيدة التي وصلت لأفضل 100 لاعبة محترفة في الفردي خلال السنوات الأخيرة.

## السيرة الذاتية
ولدت إراكوفيتش في مدينة سبليت إحدى مدن كرواتيا والتي كانت إحدى مدن جمهورية يوغسلافيا الاشتراكية الاتحادية في ذلك الوقت. وهاجرت مع عائلتها إلى مدينة أوكلاند في نيوزيلاند سنة 1994 عندما كان عُمرها 6 سنوات. وأكملت تعليمها هُناك.

## أهم النهائيات

### نهائيات الماسترز

#### الزوجي
| البطولة | السنة | البطولة | السطح | الشريك    | الخصوم                                | النتيجة  |
| ------- | ----- | ------- | ----- | --------- | ------------------------------------- | -------- |
| الوصيفة | 2013  | مدريد   | ترابي | كارا بلاك | اناستازيا بافليوتشنكوفا لوسي سافاروفا | 2–6, 4–6 |

## روابط خارجية
- مارينا إراكوفيتش على موقع رابطة محترفات التنس (الإنجليزية)
- مارينا إراكوفيتش على موقع الاتحاد الدولي لكرة المضرب (الإنجليزية)
- مارينا إراكوفيتش على موقع كأس بيلي جين كينغ (الإنجليزية)
- مارينا إراكوفيتش على موقع خلاصة التنس.كوم (الإنجليزية)
- مارينا إراكوفيتش على موقع إي إس بي إن.كوم (الإنجليزية)
- مارينا إراكوفيتش على موقع أوليمبيديا (الإنجليزية)
- مارينا إراكوفيتش على موقع اللجنة الأولمبية النيوزيلندية (الإنجليزية)
- مارينا إراكوفيتش على موقع اتحاد ألعاب الكومنولث (مؤرشف) (الإنجليزية)